# Ruta Estatal de California 28
La Ruta Estatal de California 28, y abreviada SR 28 (en inglés: California State Route 28) es una carretera estatal estadounidense ubicada en el estado de California. La carretera inicia en el Oeste desde la SR 89     en Tahoe City hacia el Este en la SR 28     en Incline Village-Crystal Bay. La carretera tiene una longitud de 17,6 km (10.943 mi).

## Mantenimiento
Al igual que las autopistas interestatales, y las rutas federales y el resto de carreteras estatales, la Ruta Estatal de California 28 es administrada y mantenida por el Departamento de Transporte de California por sus siglas en inglés Caltrans.

## Cruces
La Ruta Estatal de California 28 es atravesada principalmente por la  SR 267     en Kings Beach.
| Localidad | Miliario | Destinos                                                  | Notas                                           |
| --- | -------- | --------------------------------------------------------- | ----------------------------------------------- |
| Tahoe City | 0.09     | SR 89 (Lake Boulevard, River Road) – Truckee, Emerald Bay |                                                 |
| Kings Beach | 9.34     | SR 267 norte (North Shore Boulevard) – Truckee            |                                                 |
| | 11.03    | Frontera con Nevada                                       | Frontera con Nevada                             |
| | 11.03    | SR 28 este                                                | Continuación más allá de la frontera con Nevada |
| 1.000 mi = 1.609 km; 1.000 km = 0.621 mi Cerrada/Antigua • Terminal concurrente • Acceso incompleto • Propuesta/Sin abrir |          |                                                           |                                                 |